# Landtagswahl in Schleswig-Holstein 2022
- SPD: 12
- Grüne: 14
- SSW: 4
- FDP: 5
- CDU: 34

- Regierung: 48
- Opposition: 21

Die Landtagswahl in Schleswig-Holstein 2022 war die Wahl zum 20. Landtag von Schleswig-Holstein. Sie fand am 8. Mai 2022 statt.
Die amtierende Jamaika-Koalition wurde insgesamt eindeutig bestätigt und errang 53 der 69 Mandate. Die CDU mit Ministerpräsident Daniel Günther wurde mit starken Zuwächsen erneut und klar stärkste Partei, erreichte ihr bestes Ergebnis in Schleswig-Holstein seit 1983 und verfehlte eine absolute Mehrheit lediglich um ein Mandat. Während die Grünen aus der Regierung heraus ihr historisch bestes Ergebnis erreichten, verlor die FDP als einzige an der Koalition beteiligte Partei an Stimmen.
Auf ein historisches Tief fiel die SPD, die ihr bis dahin schlechtestes Ergebnis 2009 nochmals um deutliche 9,4 Prozent unterbot. Die AfD verlor ebenfalls an Stimmen und verfehlte erstmals seit ihrer Gründung 2013 den Wiedereinzug in einen Landtag. Die Regionalpartei Südschleswigscher Wählerverband konnte zulegen und gehörte neben CDU und Grünen zu den Wahlgewinnern.
Wahlberechtigt waren mehr als 2,3 Millionen Schleswig-Holsteiner. Die Wahlbeteiligung lag bei 60,3 Prozent, 2017 hatte sie bei 64,2 Prozent gelegen.

## Organisation

### Wahlrecht und Wählbarkeit
Wahlberechtigt sind Deutsche, die am Wahltag
- mindestens 16 Jahre alt sind,
- seit mindestens sechs Wochen in Schleswig-Holstein eine Wohnung haben oder sich – ohne eine Wohnung außerhalb des Landes zu haben – sonst gewöhnlich im Land aufhalten,
- nicht infolge Richterspruchs vom Wahlrecht ausgeschlossen sind.

Wahlkreise seit Mai 2015

Für die Wählbarkeit liegt das Mindestalter bei 18 Jahren und muss die Wohnung oder der sonstige gewöhnliche Aufenthalt im Land seit mindestens drei Monaten bestehen.

### Wahlmodus
Die seit 2015 gültige Einteilung des Landes in 35 Wahlkreise gilt auch für die Landtagswahl 2022. In jedem Wahlkreis wird ein Abgeordneter mit der Erststimme direkt gewählt.
Der Landtag besteht ohne mögliche Überhang- und Ausgleichsmandate aus 69 Abgeordneten. Die Sitze werden nach dem Sainte-Laguë-Verfahren proportional auf die Parteien verteilt. Maßgeblich für diese Verteilung sind die Zweitstimmen. Es gilt die Fünf-Prozent-Hürde.
Parteien der dänischen Minderheit sind hiervon ausgenommen, was für den SSW zutrifft. Treten Überhangmandate auf, erhalten die anderen Parteien Ausgleichsmandate, um eine proportionale Sitzverteilung zu gewährleisten.
Nicht im Landtag oder mit in Schleswig-Holstein gewählten Abgeordneten im Bundestag vertretene Parteien mussten für eine Teilnahme mit Landesliste 1.000 Unterstützungsunterschriften erbringen (Kreiswahlvorschlag: 100).

## Ausgangslage
Bei der Wahl 2017 baute die CDU ihren Vorsprung auf die SPD auf knapp fünf Prozentpunkte aus. Die Grünen hielten ihr Ergebnis von 2012 und die FDP legte um mehr als drei Prozentpunkte zu. Die AfD erreichte bei der erstmaligen Teilnahme knapp den Landtag, die Linke verpasste diesen trotz leichter Zugewinne.
Die Piraten fielen von 8,2 auf 1,2 Prozent und mussten somit den Landtag verlassen. Der von der Fünf-Prozent-Hürde befreite SSW konnte trotz Stimmenverlusten noch drei Landtagsmandate halten.
Im Landtag verfügte die neu gebildete Koalition von CDU, Grünen und FDP unter Führung von Ministerpräsident Daniel Günther mit 44 von 73 Sitzen über eine deutliche Mehrheit. Es war die zweite sogenannte Jamaika-Koalition in einem Bundesland.
| Fraktion / Landesverband | Fraktion / Landesverband                    | Kurzbe- zeichnung         | Sitze 2017 | Sitze 2020 |
| ------------------------ | ------------------------------------------- | ------------------------- | ---------- | ---------- |
|                          | Christlich Demokratische Union Deutschlands | CDU                       | 25         | 25         |
|                          | Sozialdemokratische Partei Deutschlands     | SPD                       | 21         | 21         |
|                          | Bündnis 90/Die Grünen                       | GRÜNE                     | 10         | 10         |
|                          | Freie Demokratische Partei                  | FDP                       | 9          | 9          |
|                          | Südschleswigscher Wählerverband             | SSW                       | 3          | 3          |
|                          | Alternative für Deutschland (fraktionslos)  | AfD                       | 5          | 3          |
|                          | Parteilose (fraktionslos)                   | Parteilose (fraktionslos) | —          | 2          |

## Parteien und Kandidaten
Zur Wahl wurden die Landeslisten von 16 Parteien zugelassen. Außerdem kandidierten nur in den Wahlkreisen drei weitere Parteien und drei Einzelbewerber:
| Partei                                                                                        | Kurzbezeichnung      | Bewerber auf Platz 1 der Landesliste („Spitzenkandidat“) | Wahl- kreisbe- werber | Bewerber auf der Landesliste |
| --------------------------------------------------------------------------------------------- | -------------------- | -------------------------------------------------------- | --------------------- | ---------------------------- |
| Christlich Demokratische Union Deutschlands                                                   | CDU                  | Daniel Günther                                           | 35                    | 76                           |
| Sozialdemokratische Partei Deutschlands                                                       | SPD                  | Thomas Losse-Müller                                      | 35                    | 48                           |
| Bündnis 90/Die Grünen                                                                         | GRÜNE                | Monika Heinold                                           | 35                    | 50                           |
| Freie Demokratische Partei                                                                    | FDP                  | Bernd Buchholz                                           | 35                    | 29                           |
| Alternative für Deutschland                                                                   | AfD                  | Jörg Nobis                                               | 35                    | 10                           |
| Die Linke                                                                                     | DIE LINKE            | Susanne Spethmann                                        | 35                    | 12                           |
| Südschleswigscher Wählerverband                                                               | SSW                  | Lars Harms                                               | 13                    | 20                           |
| Piratenpartei Deutschland                                                                     | PIRATEN              | Mark Hintz                                               | –                     | 7                            |
| Freie Wähler                                                                                  | FREIE WÄHLER         | Gregor Voht                                              | 23                    | 14                           |
| Partei für Arbeit, Rechtsstaat, Tierschutz, Elitenförderung und basisdemokratische Initiative | Die PARTEI           | Simone Kaletsch                                          | 4                     | 27                           |
| Zukunft.                                                                                      | Z.                   | Lars Schmidt                                             | 4                     | 7                            |
| Basisdemokratische Partei Deutschland                                                         | die Basis            | David Claudio Siber                                      | 18                    | 13                           |
| Partei der Humanisten                                                                         | Die Humanisten       | Marvin Weidemeier                                        | 2                     | 6                            |
| Partei für Gesundheitsforschung                                                               | Gesundheitsforschung | Steffen Möller                                           | –                     | 5                            |
| Partei Mensch Umwelt Tierschutz                                                               | Tierschutzpartei     | Janine Bahr-van Gemmert                                  | –                     | 10                           |
| Volt Schleswig-Holstein                                                                       | Volt                 | Simon Wadehn                                             | 10                    | 6                            |
| Bündnis C – Christen für Deutschland                                                          | Bündnis C            | –                                                        | 2                     | –                            |
| Familien-Partei Deutschlands                                                                  | FAMILIE              | –                                                        | 1                     | –                            |
| Liberal-Konservative Reformer                                                                 | LKR                  | –                                                        | 3                     | –                            |
| Einzelbewerber                                                                                |                      | –                                                        | 3                     | –                            |

|                |                     |                |                |            |            |
| Daniel Günther | Thomas Losse-Müller | Monika Heinold | Bernd Buchholz | Jörg Nobis | Lars Harms |
| CDU            | SPD                 | Grüne          | FDP            | AfD        | SSW        |

#### Verlauf

Umfragewerte von der Wahl 2017 bis zur Wahl 2022

## Umfragen

### Sonntagsfrage

#### Letzte Umfragen vor der Wahl
| Institut                | Datum      | CDU    | SPD    | Grüne  | FDP    | AfD   | Linke | SSW   | Sonst. |
| ----------------------- | ---------- | ------ | ------ | ------ | ------ | ----- | ----- | ----- | ------ |
| Landtagswahl 2022       | 08.05.2022 | 43,4 % | 16,0 % | 18,3 % | 6,4 %  | 4,4 % | 1,7 % | 5,7 % | 4,2 %  |
| Forschungsgruppe Wahlen | 05.05.2022 | 38 %   | 18 %   | 18 %   | 8 %    | 6 %   | —     | 6 %   | 6 %    |
| INSA                    | 03.05.2022 | 36 %   | 20 %   | 16 %   | 9 %    | 6 %   | 3 %   | 5 %   | 5 %    |
| Forschungsgruppe Wahlen | 29.04.2022 | 38 %   | 19 %   | 17 %   | 7 %    | 6 %   | 3 %   | 5 %   | 5 %    |
| Infratest dimap         | 28.04.2022 | 38 %   | 19 %   | 16 %   | 9 %    | 5 %   | —     | 5 %   | 8 %    |
| Infratest dimap         | 21.04.2022 | 38 %   | 20 %   | 16 %   | 9 %    | 6 %   | —     | 4 %   | 7 %    |
| Landtagswahl 2017       | 07.05.2017 | 32,0 % | 27,2 % | 12,9 % | 11,5 % | 5,9 % | 3,8 % | 3,3 % | 2,3 %  |

#### Ältere Umfragen
| \| Institut \| Datum \| CDU \| SPD \| Grüne \| FDP \| AfD \| Linke \| SSW \| Übrige \| \| ------------------ \| ---------- \| ------ \| ------ \| ------ \| ------ \| ----- \| ----- \| ----- \| ------ \| \| Infratest dimap[7] \| 31.03.2022 \| 36 % \| 20 % \| 18 % \| 8 % \| 6 % \| — \| 4 % \| 8 % \| \| INSA[7] \| 29.03.2022 \| 28 % \| 27 % \| 16 % \| 11 % \| 6 % \| 3 % \| 4 % \| 5 % \| \| Infratest dimap[7] \| 10.03.2022 \| 33 % \| 20 % \| 20 % \| 9 % \| 6 % \| 3 % \| 4 % \| 5 % \| \| INSA[7] \| 02.02.2022 \| 25 % \| 28 % \| 15 % \| 12 % \| 7 % \| 4 % \| 3 % \| 6 % \| \| Infratest dimap[7] \| 20.01.2022 \| 28 % \| 23 % \| 20 % \| 10 % \| 7 % \| 3 % \| 4 % \| 5 % \| \| INSA[7] \| 24.11.2021 \| 21 % \| 28 % \| 18 % \| 14 % \| 7 % \| 4 % \| 3 % \| 5 % \| \| Infratest dimap[7] \| 28.05.2021 \| 28 % \| 15 % \| 27 % \| 11 % \| 6 % \| 4 % \| 3 % \| 6 % \| \| INSA[7] \| 19.05.2021 \| 25 % \| 21 % \| 27 % \| 11 % \| 6 % \| 3 % \| 3 % \| 4 % \| \| INSA[7] \| 25.11.2020 \| 33 % \| 20 % \| 24 % \| 8 % \| 6 % \| 3 % \| 3 % \| 3 % \| \| INSA[7] \| 28.01.2020 \| 28 % \| 20 % \| 26 % \| 9 % \| 7 % \| 3 % \| 3 % \| 4 % \| \| INSA[7] \| 08.02.2019 \| 30 % \| 20 % \| 22 % \| 9 % \| 7 % \| 5 % \| 3 % \| 4 % \| \| Infratest dimap[7] \| 20.04.2018 \| 34 % \| 22 % \| 18 % \| 8 % \| 6 % \| 6 % \| 3 % \| 3 % \| \| Landtagswahl 2017 \| 07.05.2017 \| 32,0 % \| 27,2 % \| 12,9 % \| 11,5 % \| 5,9 % \| 3,8 % \| 3,3 % \| 2,3 % \| |            |        |        |        |        |       |       |       |        |
| Institut | Datum      | CDU    | SPD    | Grüne  | FDP    | AfD   | Linke | SSW   | Übrige |
| Infratest dimap | 31.03.2022 | 36 %   | 20 %   | 18 %   | 8 %    | 6 %   | —     | 4 %   | 8 %    |
| INSA | 29.03.2022 | 28 %   | 27 %   | 16 %   | 11 %   | 6 %   | 3 %   | 4 %   | 5 %    |
| Infratest dimap | 10.03.2022 | 33 %   | 20 %   | 20 %   | 9 %    | 6 %   | 3 %   | 4 %   | 5 %    |
| INSA | 02.02.2022 | 25 %   | 28 %   | 15 %   | 12 %   | 7 %   | 4 %   | 3 %   | 6 %    |
| Infratest dimap | 20.01.2022 | 28 %   | 23 %   | 20 %   | 10 %   | 7 %   | 3 %   | 4 %   | 5 %    |
| INSA | 24.11.2021 | 21 %   | 28 %   | 18 %   | 14 %   | 7 %   | 4 %   | 3 %   | 5 %    |
| Infratest dimap | 28.05.2021 | 28 %   | 15 %   | 27 %   | 11 %   | 6 %   | 4 %   | 3 %   | 6 %    |
| INSA | 19.05.2021 | 25 %   | 21 %   | 27 %   | 11 %   | 6 %   | 3 %   | 3 %   | 4 %    |
| INSA | 25.11.2020 | 33 %   | 20 %   | 24 %   | 8 %    | 6 %   | 3 %   | 3 %   | 3 %    |
| INSA | 28.01.2020 | 28 %   | 20 %   | 26 %   | 9 %    | 7 %   | 3 %   | 3 %   | 4 %    |
| INSA | 08.02.2019 | 30 %   | 20 %   | 22 %   | 9 %    | 7 %   | 5 %   | 3 %   | 4 %    |
| Infratest dimap | 20.04.2018 | 34 %   | 22 %   | 18 %   | 8 %    | 6 %   | 6 %   | 3 %   | 3 %    |
| Landtagswahl 2017 | 07.05.2017 | 32,0 % | 27,2 % | 12,9 % | 11,5 % | 5,9 % | 3,8 % | 3,3 % | 2,3 %  |

### Umfragen zur Bewertung von Koalitionen
| Institut                | Datum      | Bewertung  | CDU Grüne FDP | CDU Grüne | CDU FDP | SPD Grüne FDP | CDU SPD |
| ----------------------- | ---------- | ---------- | ------------- | --------- | ------- | ------------- | ------- |
| Forschungsgruppe Wahlen | 29.04.2022 | „gut“      | 42 %          | 41 %      | 31 %    | 29 %          | 28 %    |
| Forschungsgruppe Wahlen | 29.04.2022 | „schlecht“ | 38 %          | 38 %      | 47 %    | 51 %          | 49 %    |

### Direktwahl Ministerpräsident
| Institut                | Datum      | Daniel Günther (CDU) | Thomas Losse-Müller (SPD) | Monika Heinold (Grüne) |
| ----------------------- | ---------- | -------------------- | ------------------------- | ---------------------- |
| Forschungsgruppe Wahlen | 08.05.2022 | 61 %                 | 8 %                       | 9 %                    |
| Forschungsgruppe Wahlen | 05.05.2022 | 64 %                 | 11 %                      | 10 %                   |
| INSA                    | 03.05.2022 | 49 %                 | 13 %                      | —                      |
| Forschungsgruppe Wahlen | 29.04.2022 | 66 %                 | 8 %                       | 12 %                   |
| Infratest dimap         | 28.04.2022 | 61 %                 | 9 %                       | 10 %                   |
| Infratest dimap         | 21.04.2022 | 62 %                 | 8 %                       | 10 %                   |
| Infratest dimap         | 31.03.2022 | 62 %                 | 6 %                       | 11 %                   |
| Infratest dimap         | 10.03.2022 | 65 %                 | 5 %                       | 9 %                    |
| Infratest dimap         | 20.01.2022 | 58 %                 | 7 %                       | 12 %                   |

## Ergebnisse

### Gesamtergebnis
Die Wahlbeteiligung betrug 60,3 %. 0,7 % der abgegebenen Zweitstimmen waren ungültig. Durch die Fünf-Prozent-Hürde sind 10,2 % der Zweitstimmen nicht im Landtag berücksichtigt.
| Listen                                                       | Listen               | Erststimmen | Erststimmen | Erststimmen | Erststimmen | Zweitstimmen | Zweitstimmen | Zweitstimmen | Zweitstimmen | Mandate | Mandate |
| Listen                                                       | Listen               | Stimmen     | %           | +/-         | Mandate     | Stimmen      | %            | +/-          | Mandate      | Anzahl  | +/-     |
| ------------------------------------------------------------ | -------------------- | ----------- | ----------- | ----------- | ----------- | ------------ | ------------ | ------------ | ------------ | ------- | ------- |
|                                                              | CDU                  | 577.506     | 41,9        | +3,3        | 32          | 601.964      | 43,4         | +11,4        | 2            | 34      | +9      |
|                                                              | Grüne                | 260.122     | 18,9        | +9,9        | 3           | 254.158      | 18,3         | +5,4         | 11           | 14      | +4      |
|                                                              | SPD                  | 284.373     | 20,6        | –12,1       | –           | 221.496      | 16,0         | –11,3        | 12           | 12      | –9      |
|                                                              | FDP                  | 84.520      | 6,1         | –1,1        | –           | 88.593       | 6,4          | –5,1         | 5            | 5       | –4      |
|                                                              | SSW                  | 48.551      | 3,5         | +1,5        | –           | 79.301       | 5,7          | +2,4         | 4            | 4       | +1      |
|                                                              | AfD                  | 62.413      | 4,5         | +0,4        | –           | 61.141       | 4,4          | –1,5         | –            | –       | –5      |
|                                                              | Die Linke            | 29.739      | 2,2         | –1,3        | –           | 23.054       | 1,7          | –2,1         | –            | –       | –       |
|                                                              | dieBasis             | 9.684       | 0,7         | +0,7        | –           | 15.400       | 1,1          | +1,1         | –            | –       | –       |
|                                                              | Die PARTEI           | 3.096       | 0,2         | +0,1        | –           | 10.292       | 0,7          | +0,2         | –            | –       | –       |
|                                                              | Tierschutzpartei     | –           | –           | –           | –           | 10.227       | 0,7          | +0,7         | –            | –       | –       |
|                                                              | Freie Wähler         | 13.803      | 1,0         | +0,5        | –           | 8.190        | 0,6          | ±0,0         | –            | –       | –       |
|                                                              | Piraten              | –           | –           | –1,5        | –           | 4.753        | 0,3          | –0,8         | –            | –       | –       |
|                                                              | Volt                 | 1.896       | 0,1         | +0,1        | –           | 4.215        | 0,3          | +0,3         | –            | –       | –       |
|                                                              | Z.                   | 442         | 0,0         | ±0,0        | –           | 1.692        | 0,1          | –0,2         | –            | –       | –       |
|                                                              | Die Humanisten       | 302         | 0,0         | ±0,0        | –           | 1.603        | 0,1          | +0,1         | –            | –       | –       |
|                                                              | Gesundheitsforschung | –           | –           | –           | –           | 1.319        | 0,1          | +0,1         | –            | –       | –       |
|                                                              | LKR                  | 368         | 0,0         | –0,2        | –           | –            | –            | –0,2         | –            | –       | –       |
|                                                              | Familie              | 227         | 0,0         | –0,1        | –           | –            | –            | –0,6         | –            | –       | –       |
|                                                              | Bündnis C            | 154         | 0,0         | ±0,0        | –           | –            | –            | –            | –            | –       | –       |
|                                                              | Einzelbewerber       | 1.656       | 0,1         | +0,1        | –           | –            | –            | –            | –            | –       | –       |
| Gesamt                                                       | Gesamt               | 1.378.852   | 100         |             | 35          | 1.387.398    | 100          |              | 34           | 69      | –4      |
|                                                              |                      |             |             |             |             |              |              |              |              |         |         |
| Ungültige Stimmen                                            | Ungültige Stimmen    | 17.895      | 1,3         | –0,3        |             | 9.349        | 0,7          | –0,2         |              |         |         |
| Wähler                                                       | Wähler               | 1.396.747   | 60,3        | –3,9        |             | 1.396.747    | 60,3         | –3,9         |              |         |         |
| Wahlberechtigte                                              | Wahlberechtigte      | 2.314.417   |             |             |             | 2.314.417    |              |              |              |         |         |
|                                                              |                      |             |             |             |             |              |              |              |              |         |         |
| Quelle: Statistisches Amt für Hamburg und Schleswig-Holstein |                      |             |             |             |             |              |              |              |              |         |         |

Wahlkreisgewinner nach Parteien

Reihenfolge gemäß Ergebnis an Zweitstimmen sowie ggf. an Erststimmen (abweichend vom Original).

### Zweitstimmenanteil der Parteien nach Wahlkreisen
Die folgenden Karten zeigen, mit welchem Ergebnis die Parteien mit mindestens drei Prozent Stimmenanteil in den einzelnen Wahlkreisen abgeschnitten haben.

Christlich Demokratische Union Höchstwerte:  - 50,3 % (Mittelholstein)
Bündnis 90/Die Grünen
Sozialdemokratische Partei Deutschlands
Freie Demokratische Partei
Südschleswigscher Wählerverband
Alternative für Deutschland
  - 49,6 % (Dithmarschen-Schleswig)
  - 49,2 % (Dithmarschen-Süd)
  - 49,1 % (Ostholstein-Nord)
  - 48,8 % (Segeberg-Ost)
Tiefstwerte:  - 28,3 % (Kiel-West)
  - 29,4 % (Flensburg)
  - 30,7 % (Kiel-Nord)
  - 31,1 % (Lübeck-Süd)
  - 34,1 % (Kiel-Ost)
- Bündnis 90/Die Grünen
Höchstwerte:  - 31,9 % (Kiel-West)
  - 31,7 % (Kiel-Nord)
  - 31,5 % (Lübeck-Süd)
  - 24,6 % (Flensburg)
  - 22,3 % (Stormarn-Mitte)
Tiefstwerte:  - 10,4 % (Dithmarschen-Süd)
  - 11,4 % (Dithmarschen-Schleswig)
  - 13,2 % (Rendsburg)
  - 13,6 % (Mittelholstein)
  - 14,1 % (Ostholstein-Nord)
- Sozialdemokratische Partei Deutschlands
Höchstwerte:  - 21,0 % (Lübeck-West)
  - 20,5 % (Lübeck-Ost)
  - 20,5 % (Kiel-Ost)
  - 18,9 % (Stormarn-Süd)
  - 18,6 % (Pinneberg)
Tiefstwerte:  - 12,7 % (Flensburg-Land)
  - 12,8 % (Nordfriesland-Nord)
  - 13,0 % (Flensburg)
  - 13,8 % (Schleswig)
  - 13,8 % (Dithmarschen-Schleswig)
- Freie Demokratische Partei
Höchstwerte:  - 8,9 % (Dithmarschen-Süd)
  - 7,8 % (Pinneberg-Nord)
  - 7,7 % (Dithmarschen-Schleswig)
  - 7,5 % (Stormarn-Mitte)
  - 7,5 % (Eckernförde)
Tiefstwerte:  - 4,9 % (Schleswig)
  - 5,0 % (Flensburg)
  - 5,1 % (Lübeck-Ost)
  - 5,2 % (Lübeck-Süd)
  - 5,3 % (Lübeck-West)
- Südschleswigscher Wählerverband
Höchstwerte:  - 16,1 % (Flensburg)
  - 14,6 % (Flensburg-Land)
  - 12,0 % (Nordfriesland-Nord)
  - 11,6 % (Schleswig)
  - 10,7 % (Nordfriesland-Süd)
Tiefstwerte:  - 2,2 % (Stormarn-Süd)
  - 2,5 % (Lauenburg-Süd)
  - 2,7 % (Stormarn-Mitte)
  - 2,8 % (Lauenburg-Nord)
  - 2,8 % (Norderstedt)
- Alternative für Deutschland
Höchstwerte:  - 5,9 % (Neumünster)
  - 5,9 % (Dithmarschen-Süd)
  - 5,7 % (Lauenburg-Süd)
  - 5,5 % (Steinburg-Ost)
  - 5,3 % (Segeberg-West)
Tiefstwerte:  - 2,5 % (Kiel-Nord)
  - 2,9 % (Kiel-West)
  - 3,4 % (Nordfriesland-Nord)
  - 3,4 % (Flensburg-Land)
  - 3,5 % (Lübeck-Süd)

### Mandatsverteilung nach Geschlecht und Alter
Nach Geschlecht
Gegenüber der Landtagswahl 2017 stieg der Anteil der Frauen im Parlament um 6 Prozentpunkte auf 37,7 Prozent. Die einzige Partei mit mehr Frauen als Männern ist Bündnis 90/Die Grünen. Ihre Frauenquote stieg von 50 im Jahr 2017 auf 57,1 Prozent. Mit jeweils 50 Prozent Frauen sind die SPD-Fraktion (47,6 Prozent im Jahr 2017) und die SSW-Fraktion (zuvor 33,3 Prozent) vertreten. Die CDU als größte Landtagsfraktion hat einen Frauenanteil von 26,5 Prozent, in der vorangegangenen Wahlperiode war der Anteil mit 16 Prozent noch kleiner gewesen. Bei der FDP sank ihr Anteil von 22,2 auf 20 Prozent.
Nach Alter
Gegenüber der Legislaturperiode 2017 bis 2022 vervierfachte sich mit der Wahl der Anteil der Abgeordneten unter 30 Jahren. Sie sind zu acht vertreten, davon drei Frauen. Fünf dieser Parlamentarier kommen von den Grünen, drei von der CDU. Die 30- bis 39-Jährigen sind mit 15,9 Prozent vertreten, vorher waren es 9,6 Prozent gewesen. Es folgt mit 45 Abgeordneten und 62,2 Prozent (zuvor 57,5 Prozent) die größte Altersgruppe (40 bis 60 Jahre). Älter als 60 Jahre sind nur noch vier der Parlamentarier (7,2 Prozent) gegenüber fast einem Drittel im Zeitraum 2017 bis 2022.

## Regierungsbildung
| Koalitionsoption                   | Sitze |
| ---------------------------------- | ----- |
| Zweidrittelmehrheit (ab 46 Sitzen) |       |
| CDU, Grüne, FDP                    | 53    |
| CDU, Grüne                         | 48    |
| CDU, SPD                           | 46    |
| Absolute Mehrheit (ab 35 Sitzen)   |       |
| CDU, FDP                           | 39    |
| CDU, SSW                           | 38    |

Vor der Wahl warb Daniel Günther für die Fortsetzung der Jamaika-Koalition mit den Grünen und der FDP, trotzdem wurden auch andere Optionen nicht ausgeschlossen. Am Anfang des Wahlkampfes warb die SPD noch für eine Ampelkoalition mit den Grünen und der FDP, eine Mehrheit bekam diese Koalition aber nicht.
Nach der Wahl sprach Daniel Günther mit den Grünen und der FDP. Sein Ziel war die Fortsetzung der amtierenden Jamaika-Koalition. Nachdem diese Sondierungen gescheitert waren, lud die CDU die Grünen zu ersten Gesprächen für die Bildung einer schwarz-grünen Koalition ein.
Am 22. Juni 2022 wurde der Koalitionsvertrag zwischen der CDU und Grünen öffentlich präsentiert. Am 29. Juni 2022 wurde Daniel Günther vom Landtag erneut zum Ministerpräsidenten gewählt und bildete das Kabinett Günther II.

## Besondere Vorkommnisse und politische Entwicklungen

### Tod eines Wahlhelfers
In Eckernförde musste in einem Stimmbezirk die Wahl für eine Stunde unterbrochen werden, nachdem einer der Wahlhelfer im Wahllokal gestorben war.

### Erste Direktmandate für Bündnis 90/Die Grünen
Zum ersten Mal in der Geschichte des Landtags von Schleswig-Holstein errangen Kandidaten von Bündnis 90/Die Grünen Direktmandate, zwei in der Landeshauptstadt Kiel, eins in der Hansestadt Lübeck. In Kiel entfielen im  Landtagswahlkreis Kiel-Nord 32,4 Prozent der Erststimmen auf
Lasse Petersdotter, Anna Langsch erhielt im Wahlkreis Kiel-West 31,8 Prozent der Erststimmen. Im Wahlkreis Lübeck-Süd entfielen auf Jasper Balke 34,4 Prozent der Erststimmen. Alle anderen Direktmandate wurden von der CDU gewonnen, die SPD gewann kein einziges, nachdem sie bei der vorherigen Landtagswahl noch zehn Direktmandate hatte erringen können.

### Erstes Ausscheiden der AfD aus einem Landtag
Die AfD wurde zum ersten Mal nicht wieder in ein Länderparlament gewählt, in dem sie zuvor vertreten gewesen war. Sie erhielt 4,4 Prozent der Stimmen und kam damit nicht über die Fünf-Prozent-Hürde. Bei der Landtagswahl 2017 hatte  sie noch 5,9 Prozent bekommen. Die AfD im Landtag war stark zerstritten. Sie hatte ihren Fraktionsstatus verloren und war zuletzt mit drei Abgeordneten vertreten. Eine Abgeordnete, Doris von Sayn-Wittgenstein, war ausgeschlossen worden, der Abgeordnete Frank Brodehl war aus der Partei ausgetreten. Vertreter politischer Parteien und jüdischer Organisationen reagierten erleichtert auf das Ausscheiden der AfD.